# Путеец (городское поселение)
Путеец — административно-территориальная единица (административная территория посёлок городского типа с подчинённой ему территорией) и муниципальное образование (городское поселение с полным официальным наименованием муниципальное образование городского поселения «Путеец») в составе муниципального района Печора Республики Коми Российской Федерации.
Административный центр — пгт Путеец.

## История
Статус и границы административной территории установлены Законом Республики Коми от 6 марта 2006 года № 13-РЗ «Об административно-территориальном устройстве Республики Коми».
Статус и границы городского поселения были установлены Законом Республики Коми от 5 марта 2005 года № 11-РЗ «О территориальной организации местного самоуправления в Республике Коми». 

## Население
| 2010  | 2011  | 2012  | 2013  | 2014  | 2015  | 2016  |
| ----- | ----- | ----- | ----- | ----- | ----- | ----- |
| 2446  | ↘2438 | ↗2876 | ↘2801 | ↘2691 | ↘2575 | ↘2526 |
| 2017  | 2018  | 2019  | 2020  | 2021  | 2024  |       |
| ↘2449 | ↘2396 | ↘2361 | ↘2323 | ↘1854 | ↘1788 |       |

## Состав
Состав административной территории и городского поселения:
| № | Населённый пункт | Тип населённого пункта      | Население |
| - | ---------------- | --------------------------- | --------- |
| 1 | Белый-Ю          | посёлок                     | ↘108      |
| 2 | Косью            | посёлок                     | ↘153      |
| 3 | Луговой          | посёлок                     | 488       |
| 4 | Миша-Яг          | посёлок                     | 734       |
| 5 | Путеец           | пгт, административный центр | ↘736      |
| 6 | Сыня             | посёлок                     | ↘375      |